# 7453 Словцов
7453 Словцов (7453 Slovtsov) — астероїд головного поясу, відкритий 5 вересня 1978 року.
Тіссеранів параметр щодо Юпітера — 3,585.
Названа на честь історика, письменника Петра Андрійовича Словцова (1767–1843), автора книги «Історичний огляд Сибіру».